# Rodger Bumpass
Rodger Albert Bumpass (20 de Novembro de 1951) é um ator, comediante, e dublador muito conhecido por seus papéis em teatros da Broadway junto à Bill Fagerbakke. Rodger é muito conhecido por dublar o famoso Lula Molusco na série de sucesso da Nickelodeon, Bob Esponja desde 1999 e o Professor Membrane na série da Nickelodeon Invader Zim.